# 9925 Juliehoskin
A 9925 Juliehoskin (ideiglenes jelöléssel (9925) 1981 EU24) a Naprendszer kisbolygóövében található aszteroida. Schelte J. Bus fedezte fel 1981. március 2-án.